# LOL (album Basshunter)
| Recensione | Giudizio |
| ---------- | -------- |
| AllMusic   |          |

LOL (reso graficamente LOL <(^^,)>) è il secondo album del produttore musicale svedese Basshunter, pubblicato il 28 agosto 2006 sotto etichetta Warner Music e ristampato il 22 dicembre dello stesso anno in un'edizione internazionale e natalizia, contenente bonus track e i titoli delle canzoni tradotti dallo svedese all'inglese.
Questa edizione contiene anche la cover Jingle Bells, estratta come singolo promozionale.

## Tracce
Versione originale (1º settembre 2006)
1. Vi sitter i Ventrilo och spelar DotA [Radio Edit] - 3:21
2. Boten Anna [Radio Edit] - 3:28
3. Strand Tylösand - 3:17
4. Sverige - 2:58
5. Hallå där - 2:38
6. Mellan oss två - 3:57
7. Var är jag - 4:00
8. Utan stjärnorna - 3:50
9. Festfolk [2006 Remix] - 4:00
10. Vifta med händerna [Basshunter Remix] (by Patrik och Lillen) - 3:10
11. Professional Party People - 3:09
12. I'm Your Basscreator - 5:24
13. Boten Anna [Instrumental] - 3:20
14. Vi sitter i Ventrilo och spelar DotA [Extended Version] - 7:45

Edizione internazionale/natalizia (22 dicembre 2006)
1. DotA [Radio Edit] - 3:21
2. Boten Anna - 3:28
3. I'm Your Basscreator - 5:24
4. Russia Privjet - 4:07
5. Professional Party People - 3:09
6. GPS - 4:00
7. Hello There - 2:40
8. We Are the Waccos - 3:58
9. The Beat - 3:35
10. Without Stars - 3:50
11. Throw Your Hands Up [Basshunter Remix] (by Patrik and the Small Guy) - 3:10
12. Strand Tylösand - 3:17
13. Between the Two of Us - 3:58
14. Boten Anna [Instrumental] - 3:20
15. DotA [Club Mix] - 5:44
16. Jingle Bells - 36:59

## Classifiche
| Classifica (2006-08)           | Posizione massima |
| ------------------------------ | ----------------- |
| Austria                        | 12                |
| Danimarca                      | 3                 |
| Finlandia                      | 4                 |
| Francia                        | 51                |
| Norvegia                       | 19                |
| Paesi Bassi                    | 66                |
| Stati Uniti (dance/electronic) | 24                |
| Svezia                         | 5                 |